# 尊経閣文庫

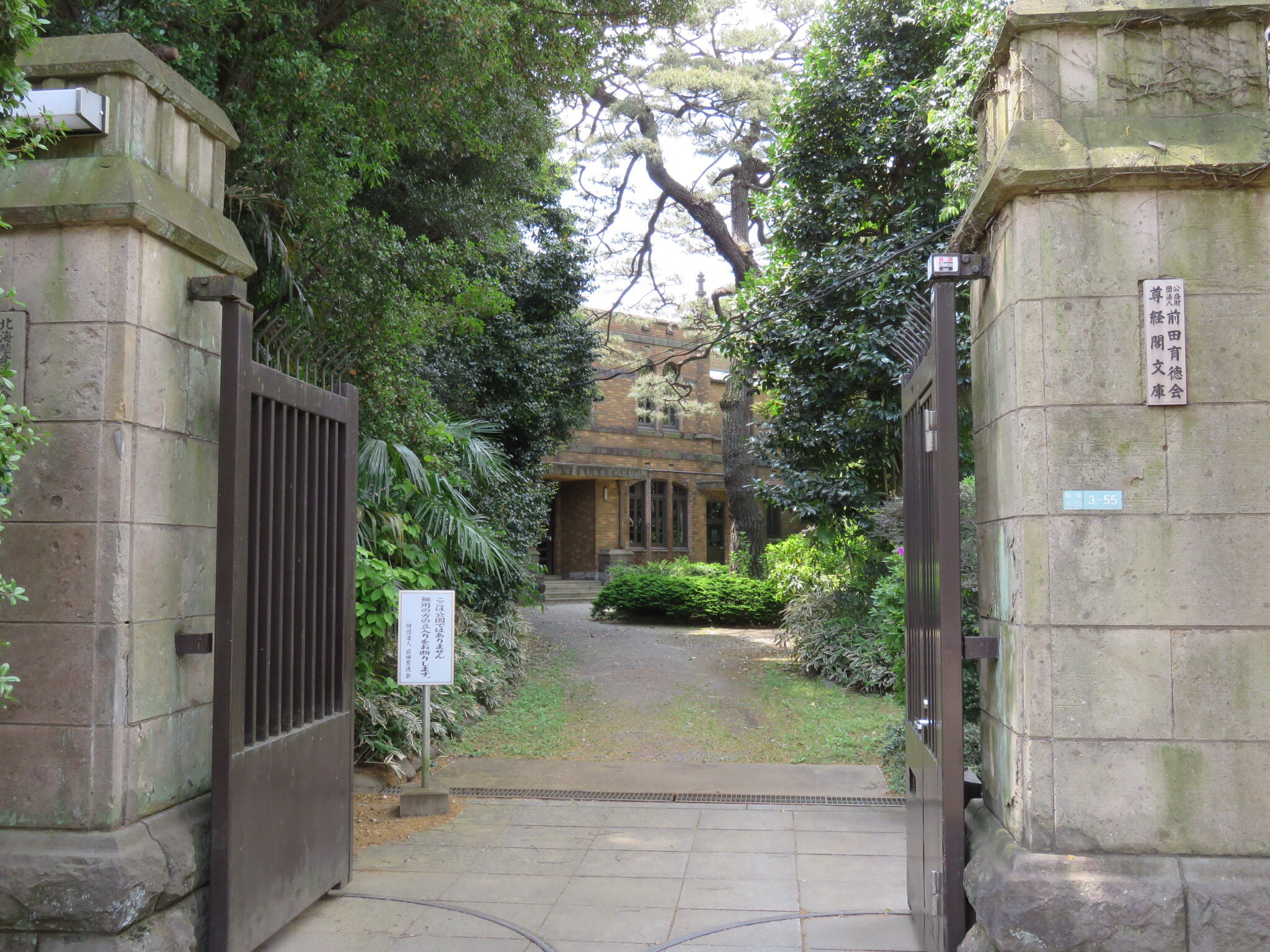
尊経閣文庫（入口）
国の重要文化財

尊経閣文庫（そんけいかくぶんこ、尊經閣文庫）は、東京都目黒区駒場にある加賀藩主前田家の文庫。

## 概要
1928年（昭和3年）4月、加賀前田家16代前田利為により、東京・駒場邸内（現・目黒区駒場公園に隣接）に設立され、収蔵書の中核ともいうべき第5代綱紀の蔵書名「尊経閣蔵書」にちなんで「尊経閣文庫」と名付けられた。現在、財団法人前田育徳会が維持管理する。
収蔵する文物は、大別して書籍・文書類と美術工芸品より成るが、そのうち指定文化財は、国宝22件・重要文化財76件を数え、日本の図書館（古典文庫）の中では質的に群を抜いている。その架蔵する書籍・文書類は、おおよそ漢籍4100部、和書7500部、文書2500点を数え、一定条件のもとで研究者（大学教授・助手ほか学術研究を目的とし、なおかつ同会の事前許可を受けた者のみ）の閲覧に供している。その蔵書の中から国文・国史の研究の善本が複製版（影印版）で刊行されている。